# Unione Sportiva Imperia 1938-1939
Questa voce raccoglie le informazioni riguardanti l'Unione Sportiva Imperia nelle competizioni ufficiali della stagione 1938-1939.

## Rosa
| N. |                   | Ruolo | Calciatore             |
| -- | ----------------- | ----- | ---------------------- |
|    | Italia (bandiera) |       | Angelo Bacigalupo (IV) |
|    | Italia (bandiera) |       | Pierino Bacigalupo (V) |
|    | Italia (bandiera) | C     | Vessillo Bartoli       |
|    | Italia (bandiera) |       | Lisandro Boccini       |
|    | Italia (bandiera) |       | Giovanni Cappanera     |
|    | Italia (bandiera) |       | Egidio Cassini         |
|    | Italia (bandiera) | A     | Giovanni Chiesa        |
|    | Italia (bandiera) |       | Alberto Mancastroppa   |

| N. |                   | Ruolo | Calciatore       |
| -- | ----------------- | ----- | ---------------- |
|    | Italia (bandiera) | C     | Teresio Piana    |
|    | Italia (bandiera) |       | Mario Puppo      |
|    | Italia (bandiera) |       | Carlo Riolfo     |
|    | Italia (bandiera) | A     | Raffaele Rivolo  |
|    | Italia (bandiera) |       | Giovanni Sciolla |
|    | Italia (bandiera) |       | Teresio Signori  |
|    | Italia (bandiera) | D     | Giuseppe Spigno  |
|    | Italia (bandiera) |       | Cesare Testera   |